# Amyna bullula
Amyna bullula är en fjärilsart som beskrevs av Augustus Radcliffe Grote 1873. Amyna bullula ingår i släktet Amyna och familjen nattflyn. Inga underarter finns listade i Catalogue of Life.